# HD155103
HD155103 — хімічно пекулярна зоря спектрального класу A5, що має видиму зоряну величину в смузі V приблизно  5,4.
Вона  розташована на відстані близько 175,8 світлових років від Сонця.

## Фізичні характеристики
Зоря HD155103 обертається 
досить швидко 
навколо своєї осі. Проєкція її екваторіальної швидкості на промінь зору становить  Vsin(i)= 82км/сек.